# Kościół Trójcy Świętej i klasztor Misjonarzy w Mikulińcach
Kościół Trójcy Świętej (ukr. Костел Пресвятої Трійці) i klasztor Misjonarzy w Mikulińcach – zabytkowy barokowy zespół w Mikulińcach, dawnym mieście na Ukrainie, obecnie w rejonie trembowelskim obwodu tarnopolskiego. Obecnie kościół parafialny wchodzący do składu dekanatu Czortków w archidiecezji lwowskiej.

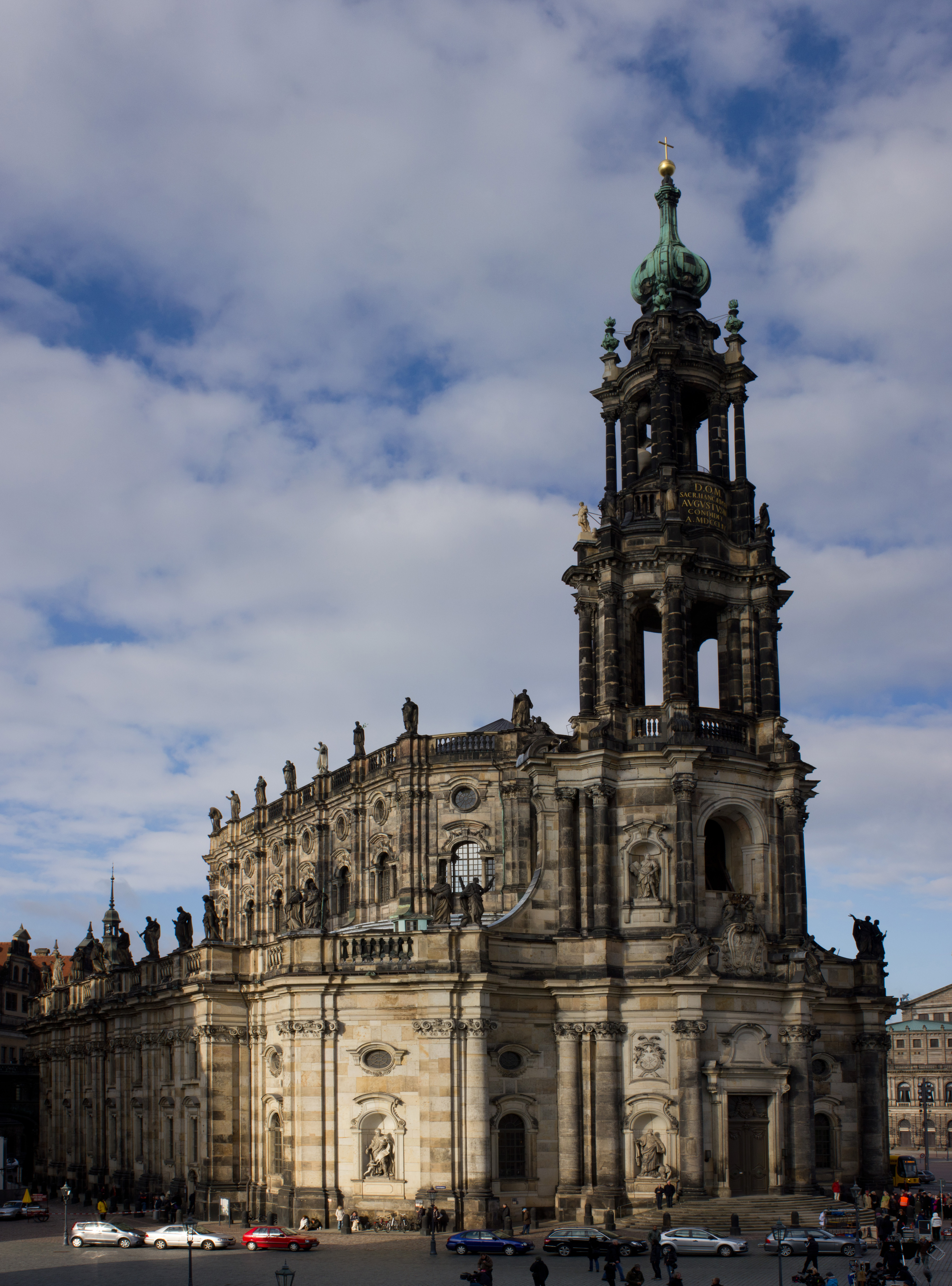
Hofkirche, Drezno

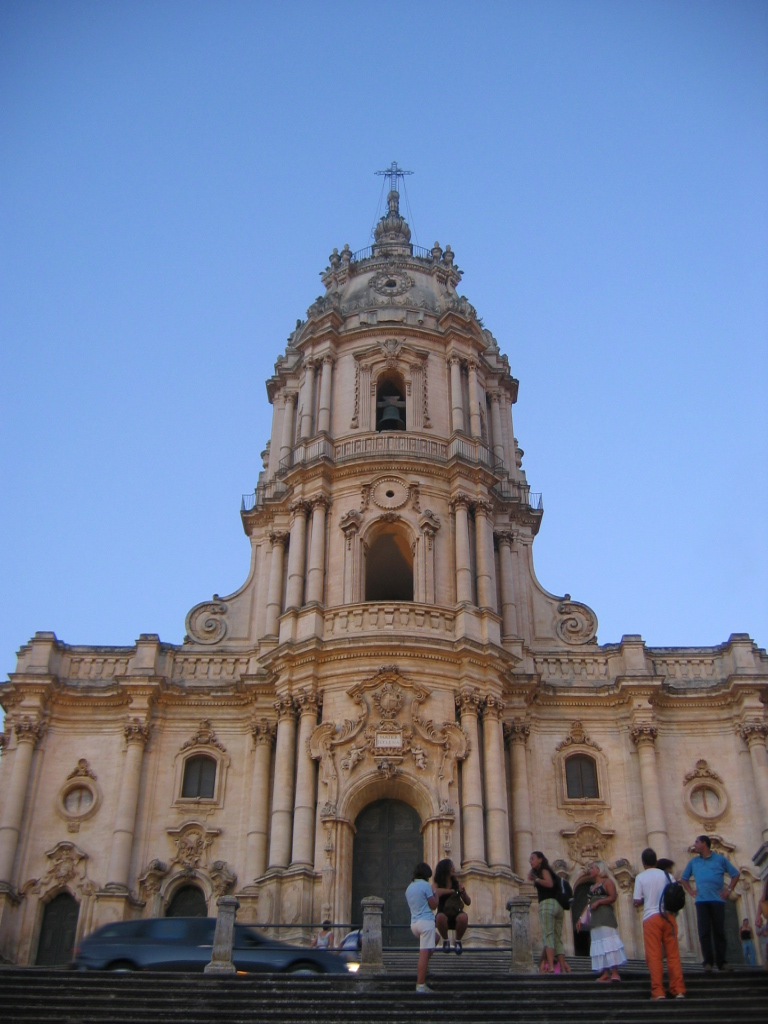
Kościół San Giorgio, Modica

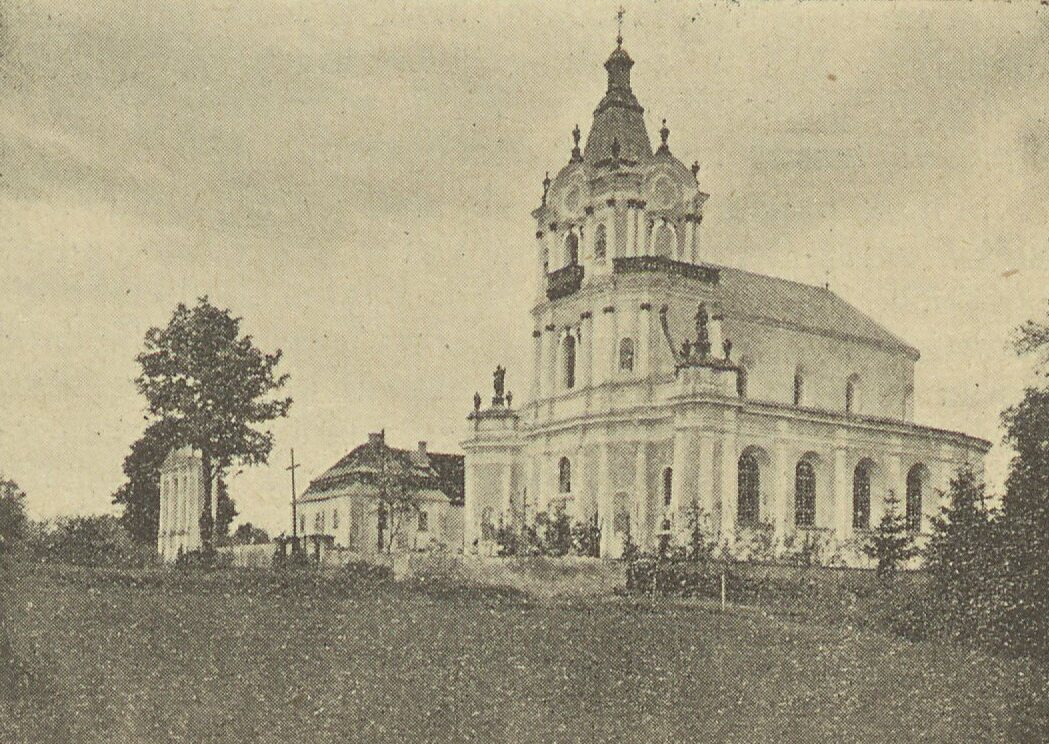
Kościół przed 1936

## Historia
W 1718 roku w Mikulińcach znajdował się drewniany (dębowy) kościół pw. św. Jana Chrzciciela.
Ludwika z Mniszchów Potocka, wdowa po hetmanie wielkim koronnym Józefie Potockim, ufundowała nowy murowany kościół w Mikulińcach. W 1761 roku arcybiskup lwowski Wacław Hieronim Sierakowski położył kamień węgielny. Kościół został wybudowany na nowym miejscu i konsekrowany pw. św. Trójcy przez W.H. Sierakowskiego w 1779 roku. Zapewne w latach 70. XVIII w. wykonano rzeźby kamienne zdobiące fasadę kościoła oraz jednolite stylowo snycerskie wyposażenie świątyni.
W 1780 roku Ludwika z Mniszchów Potocka ufundowała przy kościele klasztor ks. Wincentynów (Misjonarzy), którym także powierzono prowadzenie parafii oraz opiekę nad starym kościołem św. Jana Chrzciciela. W 1785 r. cesarz Józef II swoim dekretem skasował klasztor. Następnie budynek klasztorny został wykorzystany jako dom dla ubogich.
16 czerwca 1799 kościół został uszkodzony przez burzę. W roku 1859 świątynia została uszkodzona przez pożar.
22 ornaty fundacji Ludwiki Potockiej zapewne były wykonane w pracowni w Krasiczynie.
Zdaniem Zbigniewa Hornunga, Marcin Twardowski, znany jako „snycerz mikuliniecki”, wykonał rzeźby ołtarzowe w kościele. Także Hornung nazywał rzeźby „nieudolnymi”. Jan K. Ostrowski uważa, iż brak materiału porównawczego nie pozwala weryfikować atrybucję Hornunga, choć ta hipoteza jest bardzo prawdopodobną. Także Jan K. Ostrowski twierdzi, że rzeźby ołtarzowe w kościele reprezentują poziom przeciętny.
Po II wojnie światowej opuszczony kościół stopniowo niszczał. Część rzeźb ołtarzowych została przejęta przez Lwowską Galerię Obrazów i umieszczona w magazynach muzealnych w Olesku.
W roku 1989 kościół został przywrócony rzymskim katolikom.
Kościół odrestaurowany wg projektu architekta Zenowija Łagusza po upadku ZSRR, kiedy został zwrócony rzymskokatolickiej Archidiecezji Lwowskiej.

## Zarys problematyki artystycznej
Franciszek Klein pierwszy zwrócił uwagę na kościół, wskazując jako wzór Katedrę Świętej Trójcy (Hofkirche) w Dreźnie. Tadeusz Mańkowski, opierając się na zachowanych projektach przypisał autorstwo Augustowi Moszyńskiemu (który w roku 1755 poślubił Teofilę z Potockich, córkę Stanisława, syna Józefa Potockiego). Także Mańkowski zwrócił uwagę na uproszczenia, wprowadzone przez Moszyńskiego, oraz stwierdził, iż kościół jest zbliżony do katedry św. Jura we Lwowie. Tadeusz Jaroszewski zwrócił uwagę na podobieństwo świątyni do kościoła S. Giorgio w Modica koło Ragusy na Sycylii. Jego zdaniem bezwieżowa, klasycyzująca wersja projektu fasady kościoła w Mikulińcach ma podobieństwo do projektu fasady kościoła św. Rocha w Paryżu, której autorem był Robert de Cotte.